# ليوناردو هيرميس لاو
ليوناردو هيرميس لاو (بالبرتغالية: Leonardo Hermes Lau) (18 ديسمبر 1984 في البرازيل - ) هو لاعب كرة قدم برازيلي في مركز الوسط. لعب مع أتلتيكو باراناينسي ونادي أيه بي سي ونادي جوفنتودي ونادي سيارا ونادي كاشياس دو سول وماريليا أتلتيكو ‏ وEsporte Clube São José ‏ ونادي ريمو ونادي بروسكه وCanoas Sport Club ‏ وClube Esportivo Bento Gonçalves ‏ ونادي نوفو هامبورغو.

## وصلات خارجية
- ليوناردو هيرميس لاو على موقع قاعدة بيانات كرة القدم.إي يو (الإنجليزية)